# Pozo de Urama
Pozo de Urama è un comune spagnolo di 41 abitanti situato nella comunità autonoma di Castiglia e León.